# In the Line of Duty (Stargate SG-1)
In the Line of Duty (La Llamada del Deber) es el segundo  episodio de la segunda temporada de la serie de televisión de ciencia ficción Stargate SG-1. Corresponde al vigésimo cuarto episodio de toda la serie.

## Trama
Mientras el SG-1 evacua a la gente de Nasyan del ataque de un Goa'uld, la Capitana Carter trata de ayudar a un nativo, herido por un planeador de la muerte. Cuando le da respiración boca a boca, un simbionte goa'uld logra entrar a su cuerpo a medio de esta acción. Al mismo tiempo O'Neill y Daniel llevan a un hombre entero quemado, pero vivo, al portal. 
Ya en el SGC, Carter comienza a comportarse de modo extraño. Actúa muy grosera con Teal'c y cuando va a visitar a Cassandra, esta detecta que ella lleva un Goa'uld. Después, Cassandra asustada, es visitada por O'Neill y le dice lo que pasó con Carter. Poco después en la base, Carter pide ir en la siguiente misión de un equipo SG, pero el Coronel O'Neill logra detenerla y aunque opone gran resistencia es capturada. 
Luego todos discuten qué hacer por ella ya que quitar el goa'uld podría resultar fatal. Intentan más adelante interrogar al goa'uld, que al principio no se muestra cooperativa, pero finalmente confiesa a Teal'c que se llama Jolinar de Malkshur, y es miembro del movimiento de resistencia Goa'uld conocido como "Tok'ra". Ella también revela que el ataque contra los Nasianos era para matarla a ella, y un asesino goa'uld conocido como un "Ashrak" estaba también en el planeta para cazarla.
Mientras tanto, en el hospital, el nasiano gravemente quemado que Daniel ayudó, se ha curado "milagrosamente" y ha atacado al doctor. El nasiano resulta ser el Ashrak, que usando tecnología de control mental, logra entrar al SGC. Después de inhabilitar varios sistemas de seguridad, accede a la celda de Jolinar/Carter y comienza a atacarla con una cierta clase de dispositivo manual que provoca extremo dolor en Carter y Jolinar. Cuando los sistemas son restablecidos Teal'c y O'Neill van a la celda donde encuentran a Jolinar/Carter inconsciente.
Luego el Ashrak intenta escapar por el Portal, pero cuando Daniel lo reconoce, lo toma como rehén. Sin embargo Teal'c con un Zat logra matarlo. Al mismo tiempo la Doctora Fraiser lucha por salvar la vida de Carter y finalmente lo consigue, aunque el Goa'uld muere. Sin embargo, Carter revela luego que Jolinar sacrificó su vida para salvarle

## Artistas invitados
- Teryl Rothery como la Dra. Janet Fraiser.
- Katie Stuart como Cassandra.
- Peter Lacroix como el Ashrak.
- Judy Norton como Talia.